# Ortensio Crespi
Pour les articles homonymes, voir Crespi.
Ortensio Crespi (Milan 1578 - 1631) est un peintre italien de la Renaissance appartenant à l'école lombarde actif de la fin du XVIe au début du XVIIe siècle.

## Biographie
Ortensio Crespi est le fils et élève de Raffaele Crespi ainsi que le frère et assistant de Giovanni Battista.

## Œuvres
- Saint François
- Ecce Homo, Museo Civico Etnografico Fanchini, Oleggio, Novare.
- Fresques du Mont Sacré de Varallo, Varallo Sesia.
- Portrait d'un imprimeur, XVIe siècle, huile sur toile, 41,5 × 32,5 cm (Nivaagaards Malerisamling, Copenhague).